# Karacaören
Karacaören is een dorp in het Turkse district Bucak en telt 201 inwoners (2000).

## Verkeer en vervoer

### Wegen
Karacaören ligt aan de nationale weg D685.
Centrale districtsplaats (İlçe Merkezi): Bucak
Gemeenten (Beldeler): Çamlık · Gündoğdu · Kızılkaya · Kocaaliler · Ürkütlü
Dorpen (Köyler):
Alkaya · Avdancık · Belören · Beşkonak · Boğazköy · Çobanpınarı · Dağarcık · Demirli · Dutalanı · Elsazı · Heybeli · İncirdere · Karaaliler · Karacaören · Karaot · Karapınar · Karaseki · Kargı · Kavacık · Keçili · Kestel · Kızılcaağaç · Kızıllı · Kızılseki · Kuşbaba · Kuyubaşı · Seydiköy · Susuz · Taşyayla · Uğurlu · Üzümlübel · Yuva · Yüreğil